# Prix Robert-Papin
Groupe 2
Le prix Robert-Papin est une course hippique de plat se déroulant au mois de juillet sur l'Hippodrome de Chantilly. C'est une course de groupe 2 réservée aux chevaux de 2 ans, disputée sur 1 200 mètres, en ligne droite, et dotée d'une allocation de 130 000 €.

## Historique
Le prix Robert-Papin fut créé en 1892 à Maisons-Laffitte sous le nom d'omnium des Deux Ans, avant de prendre son nouveau nom en 1928, en hommage à Robert Papin (1848-1926), l'un des trois membres fondateurs, en 1887, de la Société sportive d'Encouragement avec Alfred de Rollepot et Eugène Adam. Il succéda à ce dernier à la présidence de la Société en 1904, et conserva ce poste jusqu'à son décès en 1926. Le prix Robert-Papin, qualifié de groupe 1 lors de l'introduction en 1971 du système des courses principales, a été rétrogradé en groupe 2 en 1988. 
La course a été remportée par de grands champions tels Arazi, Blushing Groom ou Divine Proportions et fut le théâtre en 1970 d'un affrontement fameux entre les crack My Swallow et Mill Reef.
En 2019, le prix est déplacé à l'hippodrome de Deauville à la suite d'inondations à Maisons-Laffitte. Il est transféré à l'hippodrome de Chantilly depuis 2020.

## Palmarès depuis 1970
| Année                      | Vainqueur          | Pays        | Père               | Jockey               | Entraîneur               | Propriétaire               | Deuxième          | Troisième        | Temps   |
| -------------------------- | ------------------ | ----------- | ------------------ | -------------------- | ------------------------ | -------------------------- | ----------------- | ---------------- | ------- |
| 2025                       | Green Sense        | Irlande     | Starman            | Maxime Guyon         | Joseph O'Brien           | Simon Munir & Isaac Souede | Super Soldier     | Tadej            | 1'11"56 |
| 2024                       | Arabie             | Royaume-Uni | Dandy Man          | Jim Crowley          | Karl Burke               | Mohamed Saeed Al Shehhi    | Shadow Army       | Celandine        | 1'09"48 |
| 2023                       | Ramatuelle         | France      | Justify            | Aurélien Lemaître    | Christopher Head         | Infinity Nine Horses       | His Majesty       | Classic Flower   | 1'09"55 |
| 2022                       | Blackbeard         | Irlande     | No Nay Never       | Ryan Moore           | Aidan O'Brien            | Coolmore                   | The Antarctic     | Vicious Harry    | 1'08"31 |
| 2021                       | Atomic Force       | Royaume-Uni | Cotai Glory        | Stéphane Pasquier    | Kevin Ryan               | Hambleton Racing Ltd XXVII | Baghed            | Hellomydarlin    | 1'08"69 |
| 2020                       | Ventura Tormenta   | Royaume-Uni | Acclamation        | Christophe Soumillon | Richard Hannon Jr.       | Middleham Park Racing      | The Lir Jet       | Tiger Tanaka     | 1'10"85 |
| 2019                       | A'Ali              | Royaume-Uni | Society Rock       | Lanfranco Dettori    | Simon Crisford           | Duaij Al Khalifa           | My Loves Passion  | Jolie            | 1'04"38 |
| 2018                       | Signora Cabello    | Royaume-Uni | Camacho            | Lanfranco Dettori    | John-Joseph Quinn        | Phoenix Thoroughbred       | Sexy Metro        | True Mason       | 1'04"34 |
| 2017                       | Unfortunately      | Royaume-Uni | Society Rock       | Tony Piccone         | Karl Burke               | Laughton & Burke           | Frozen Angel      | Heartache        | 1'04"50 |
| 2016                       | Tis Marvellous     | Royaume-Uni | Harbour Watch      | Adam Kirby           | Clive Cox                | J.Deadman & S.Barrow       | Al Johrah         | Hargeisa         | 1'03"16 |
| 2015                       | Gutaifan           | Royaume-Uni | Dark Angel         | Lanfranco Dettori    | Richard Hannon Jr.       | Al Shaqab Racing           | Ajaya             | Areen            | 1'03"60 |
| 2014                       | Kool Kompany       | Royaume-Uni | Jeremy             | Richard Hughes       | Richard Hannon Jr.       | Middleham Park Racing      | Strath Burn       | Lehaim           | 1'05"60 |
| 2013                       | Vorda              | France      | Orpen              | Gregory Benoist      | Philippe Sogorb          | G.Augustin-Normand         | Omaticaya         | Vedeux           | 1'05"00 |
| 2012                       | Reckless Abandon   | Royaume-Uni | Exchange Rate      | Gérald Mossé         | Clive Cox                | J.Deadman & S.Barrow       | Sir Prancealot    | Snowday          | 1'04"00 |
| 2011                       | Family One         | France      | Dubaï Destination  | Ioritz Mendizabal    | Yann Barberot            | Écurie Ascot               | Louve Rouge       | Mac Row          | 1'07"20 |
| 2010                       | Irish Field        | Espagne     | Dubawi             | Christophe Soumillon | Mauricio Delcher Sanchez | Sunday Horses Club         | Broox             | Approve          | 1'05"90 |
| 2009                       | Special Duty       | France      | Hennessy           | Stéphane Pasquier    | Christiane Head          | Khalid Abdullah            | Siyouni           | Dolled Up        | 1'04"40 |
| 2008                       | Lui Rei            | Italie      | Reinaldo           | Dario Vargu          | Armando Renzoni          | Scuderia Siba              | Percolator        | Senor Mirasol    | 1'06"10 |
| 2007                       | Natagora           | France      | Divine Light       | Christophe Lemaire   | Pascal Bary              | Stefan Friborg             | Magritte          | Strike The Deal  | 1'03"20 |
| 2006                       | Boccassini         | Allemagne   | Artan              | Davy Bonilla         | Miroslav Rulec           | Stall Nik                  | Golden Titus      | Magic America    | 1'04"50 |
| 2005                       | New Girlfriend     | France      | Diesis             | Christophe Soumillon | Robert Collet            | Richard Strauss            | Queensalsa        | Gwenseb          | 1'04"00 |
| 2004                       | Divine Proportions | France      | Kingmambo          | Christophe Lemaire   | Pascal Bary              | Famille Niárchos           | Shifting Place    | Portrayal        | 1'04"80 |
| 2003                       | Much Faster        | France      | Fasliyev           | Thierry Thulliez     | Pascal Bary              | Ecurie J.-L.Bouchard       | Colossus          | Leila            | 1'07"30 |
| 2002                       | Never a Doubt      | Royaume-Uni | Night Shift        | Michael Hills        | Barry Hills              | Derek James                | Zinziberine       | Ela Merici       | 1'05"60 |
| 2001                       | Zipping            | France      | Zafonic            | Davy Bonilla         | Robert Collet            | Richard Strauss            | Massarra          | Slap Shot        | 1'05"30 |
| 2000                       | Rolly Polly        | Italie      | Mukaddamah         | Mirco Demuro         | Bruno Grizzetti          | Mack Ferrer SRL            | Iron Mask         | Bram Stoker      | 1'04"20 |
| 1999                       | Rossini            | Irlande     | Miswaki            | Michael Kinane       | Aidan O'Brien            | M.Tabor & S.Magnier        | Auenklang         | Finnan           | 1'07"20 |
| 1998                       | Black Amber        | Royaume-Uni | College Chapel     | Cash Asmussen        | Neville Callaghan        | M.Tabor & S.Magnier        | Bertolini         | Imperfect World  | 1'05"90 |
| 1997                       | Greenlander        | Royaume-Uni | Green Desert       | Sylvain Guillot      | Clive Brittain           | Marwan Al Maktoum          | Aurigny           | Zelding          | 1'04"90 |
| 1996                       | Ocean Ridge        | Royaume-Uni | Storm Bird         | Thierry Jarnet       | Peter Chapple-Hyam       | Robert Sangster            | Nombre Premier    | Sheer Reason     | 1'05"90 |
| 1995                       | Lucky Lionel       | Royaume-Uni | Mt Livermore       | John A. Reid         | Richard Hannon, Sr.      | Antonio Balzarini          | Shining Molly     | Barricade        | 1'06"10 |
| 1994                       | General Monash     | Royaume-Uni | Thorn Dance        | Brent Thomson        | Peter Chapple-Hyam       | Robert Sangster            | Tereshkova        | Expelled         | 1'06"40 |
| 1993                       | Psychobabble       | France      | Caerleon           | Cash Asmussen        | Christiane Head          | Stávros Niárchos           | Lake Country      | Far Mist         | 1'06"80 |
| 1992                       | Didyme             | France      | Dixieland Band     | Gérald Mossé         | Christiane Head          | Jacques Wertheimer         | Creaking Board    | Rouquette        | 1'04"50 |
| 1991                       | Arazi              | France      | Blushing Groom     | Gérald Mossé         | François Boutin          | Allen Paulson              | Showbrook         | Steinbeck        | 1'05"50 |
| 1990                       | Danseuse du Soir   | France      | Thatching          | Dominique Bœuf       | Élie Lellouche           | Daniel Wildenstein         | Divine Danse      | The Perfect Life | 1'07"40 |
| 1989                       | Ozone Friendly     | Royaume-Uni | Green Forest       | Pat Eddery           | Barry Hills              | Bill Gredley               | Zinarelle         | Mill Lady        | 1'06"30 |
| 1988                       | Philippi           | France      | Zino               | Alfred Gibert        | J. C. Cunnington         | Comtesse Batthyany         | Money Movers      | Superpower       | 1'05"20 |
| Éditions classées Groupe 1 |                    |             |                    |                      |                          |                            |                   |                  |         |
| 1987                       | Balawaki           | France      | Miswaki            | Gary W. Moore        | Christiane Head          | Ghislaine Head             | Oakworth          | Shaindy          | 1'07"70 |
| 1986                       | Balbonella         | France      | Gay Mecene         | Yves Saint-Martin    | François Rohaut          | Maktoum Al Maktoum         | Libertine         | Fotitieng        | 1'05"80 |
| 1985                       | Baiser Volé        | France      | Foolish Pleasure   | Freddy Head          | Christiane Head          | Robert Sangster            | Royal Infatuation | Kanmary          | 1'05"50 |
| 1984                       | Seven Springs      | Royaume-Uni | Irish River        | Gary W. Moore        | John Fellows             | Robin Scully               | Noblequest        | Prince Sabo      | 1'06"30 |
| 1983                       | Masarika           | France      | Thatch             | Yves Saint-Martin    | Alain de Royer-Dupré     | Écurie Aga Khan            | Superlative       | Harifa           | 1'05"30 |
| 1982                       | Ma Biche           | France      | Key to the Kingdom | Freddy Head          | Christiane Head          | Ghislaine Head             | Deep Roots        | Crime of Passion | 1'05"30 |
| 1981                       | Maelstrom Lake     | France      | Auction Rin        | Georges Doleuze      | Edouard Bartholomew      | Jacques Feuillard          | Green Forest      | Grease           | 1'05"60 |
| 1980                       | Irish Playboy      | France      | Irish Castle       | Alain Lequeux        | Olivier Douieb           | Sir Gordon White           | Ancient Regime    | Age Quod Agis    | 1'05"40 |
| 1979                       | Choucri            | France      | Up Spirits         | Alain Lequeux        | Maurice Zilber           | Naji Nahas                 | Try To Smile      | Jurisconsulte    | 1'05"70 |
| 1978                       | Pitasia            | France      | Pitskelly          | Alfred Gibert        | Aage Paus                | Sir Douglas Clague         | Promise of Joy    | Some Guy         | 1'06"90 |
| 1977                       | Vific              | France      | Rheffic            | Philippe Paquet      | François Boutin          | Jean Ternynck              | Sammler           | Emboss           | 1'03"70 |
| 1976                       | Blushing Groom     | France      | Red God            | Henri Samani         | François Mathet          | Écurie Aga Khan            | River Dane        | Sunny Spring     | 1'04"80 |
| 1975                       | Vitiges            | France      | Phaeton            | Gérard Rivases       | Gérard Philippeau        | Mme Marc Laloum            | Western Jewel     | Policrock        | 1'03"60 |
| 1974                       | Sky Commander      | Royaume-Uni | Lt. Stevens        | Georges Doleuze      | Charley-G. Milbank       | E.-V.Benjamin              | Broadway Dancer   | Princesse Lee    | 1'09"40 |
| 1973                       | Lianga             | France      | Dancer's Image     | Yves Saint-Martin    | Albert Klimscha          | Daniel Wildenstein         | Soyez Brave       | Hippodamia       | 1'06"20 |
| 1972                       | Reine du Chant     | France      | Premier Violon     | G. Holveck           | O. Raballand             | T.Ashibe                   | Truly Thankful    | Claudius         | 1'09"40 |
| 1971                       | Sun Prince         | Royaume-Uni | Princely Gift      | Joe Mercer           | William Hern             | M.Sobell                   | Deep Diver        | Suika            | 1'08"70 |
| 1970                       | My Swallow         | France      | Le Levanstell      | Lester Piggott       | P. Davey                 | David Robinson             | Mill Reef         | Avant            | 1'08"10 |

## Palmarès avant 1970
- 1892: Commandeur
- 1893: Claret
- 1894: Sweet William
- 1895: Nacelle
- 1896: Vidame
- 1897: Cazabat
- 1898: John Wyse
- 1899: Clairette
- 1900: Indian Shore
- 1901: Ophelia
- 1902: Perm
- 1903: Djephte
- 1904: Poppee
- 1905: Prestige
- 1906: Ascalon
- 1907: Sauge Pourpree
- 1908: Fils du Vent
- 1909: Marsa
- 1910: Lord Burgoyne
- 1911: Montrose
- 1912: Gloster
- 1913: Mousse de Mer
- 1914: Clairet
- 1915–18: pas de courses
- 1919: Marron
- 1920: Guerriere
- 1921: Zenoia
- 1922: Pavillon
- 1923: Le Gros Morne
- 1924: Canalette
- 1925: Deauville
- 1926: Green Flor
- 1927: Erica
- 1928: Necklace
- 1929: Chateau Bouscaut
- 1930: Pearl Cap
- 1931: Cœur de Lion
- 1932: Coque de Noix
- 1933: Brantôme
- 1934: Stratosphere
- 1935: Mistress Ford
- 1936: Minaudiere
- 1937: Gossip
- 1938: Bulle de Savon
- 1939: Codor
- 1940: Longthanh
- 1941: Mirko
- 1942: Norseman
- 1943: Ardan
- 1944: Otero
- 1945: Nirgal
- 1946: Chesterfield
- 1947: Primeur
- 1948: Coronation
- 1949: Emperor
- 1950: Pharsale
- 1951: Auriban
- 1952: Pharel
- 1953: Cordova
- 1954: Soya
- 1955: Fiere
- 1956: L'Astrologue
- 1957: Neptune
- 1958: Taboun
- 1959: Sly Pola
- 1960: High Bulk
- 1961: Wakamba
- 1962: Quiqui
- 1963: Djel
- 1964: Double Jump
- 1965: Kashmir
- 1966: Fin Bon
- 1967: Zeddaan
- 1968: Folle Rousse
- 1969: Amber Rama